# 杜布納河 (伏爾加河流域)
杜布納河是俄羅斯的河流，位於弗拉基米爾州、莫斯科州、特维尔州，屬於伏爾加河的右支流，河道全長167公里，流域面積5,350平方公里，最大支流是謝斯特拉河，小鎮杜布納座落在杜布納河和伏爾加河的匯流處。